# 托蒂 (服饰)

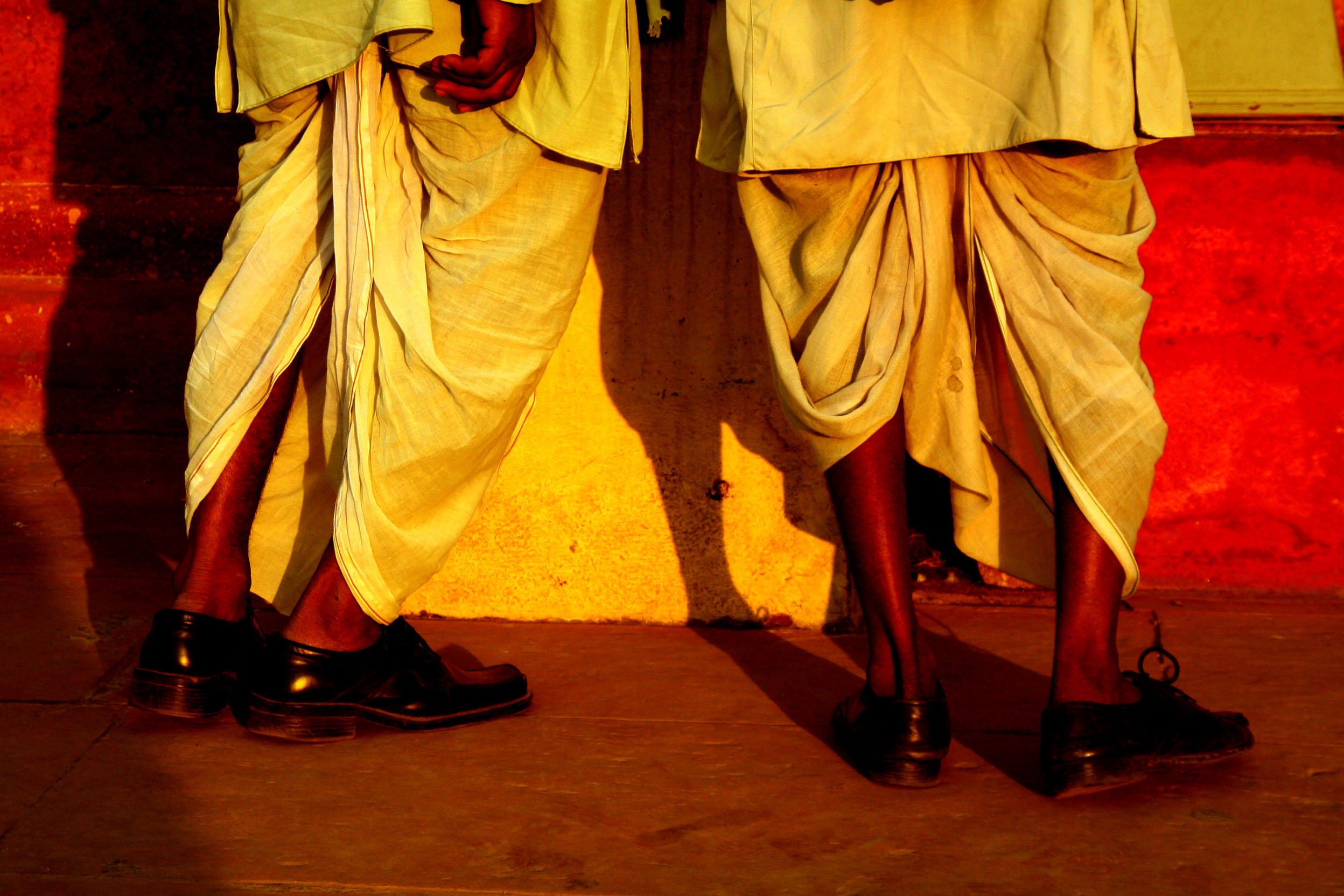
托蒂

托蒂，又称veshti、mardani、dhotar、jaiñboh和panchey，是一种服装，系在两腿之间，形状类似裤子，可以宽松穿着，也可以紧身穿着。托蒂在印度和尼泊尔最受欢迎。托蒂是印度次大陆男性民族服饰的一种下层服装，由一块长方形的未缝合布料制成，通常长约4.5（15英尺），包裹在腰部和腿部，并在前面或后面打结。
托蒂被吹捧为女性在宗教和世俗仪式（礼堂）上穿的莎丽的男性对应物。Pitambar是一种在吉祥场合中穿着的黄色丝绸托蒂。穿在腰部以下、卷在两腿之间的托蒂是一块5码长的编织面料；它不能与预先缝制的“托蒂裤”混淆，后者是当今流行的一种新的成衣潮流，在女性中很受欢迎，也是儿童的典型代表。

## 图库

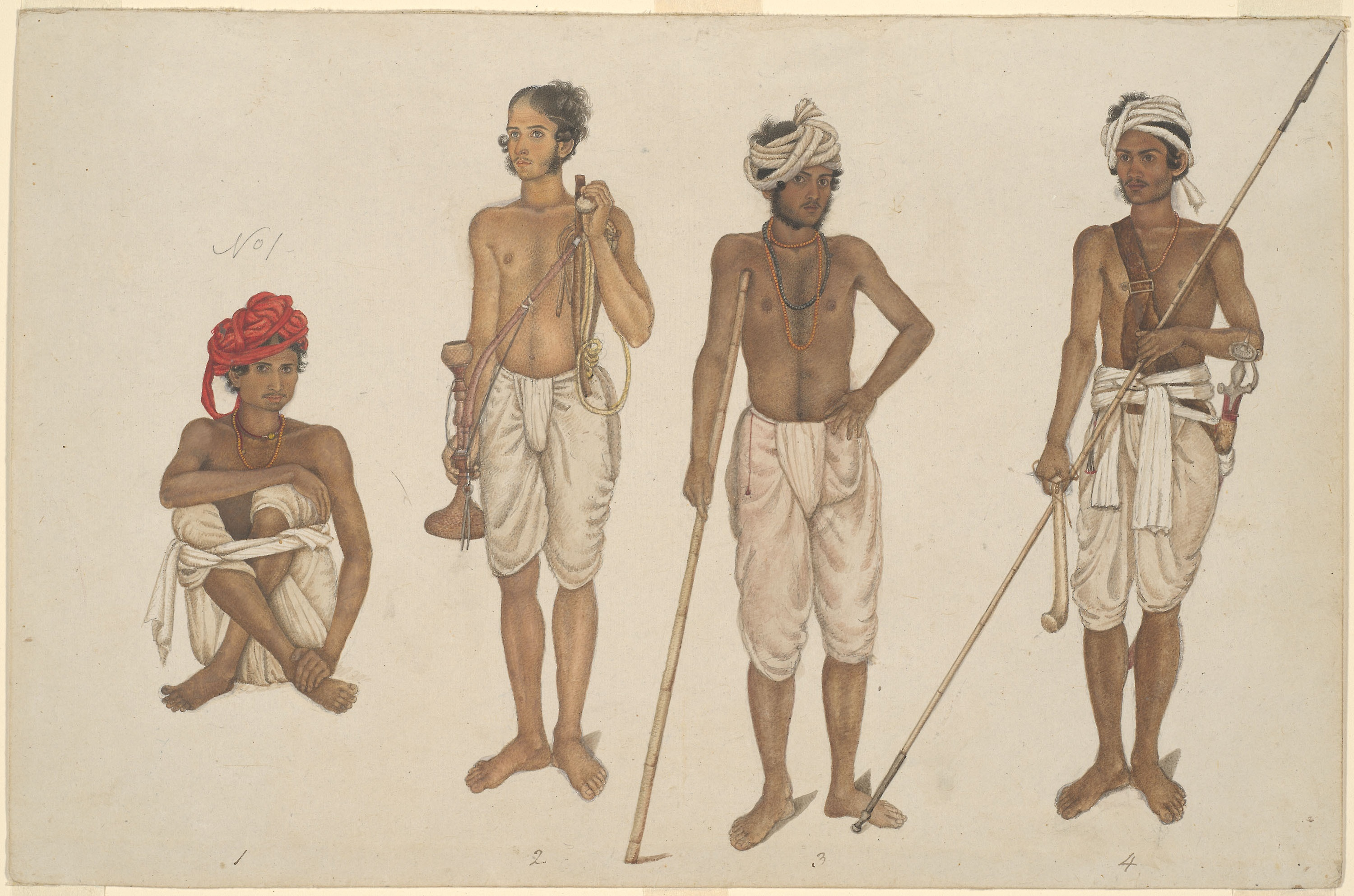
英属印度军队招募的印度兵插画
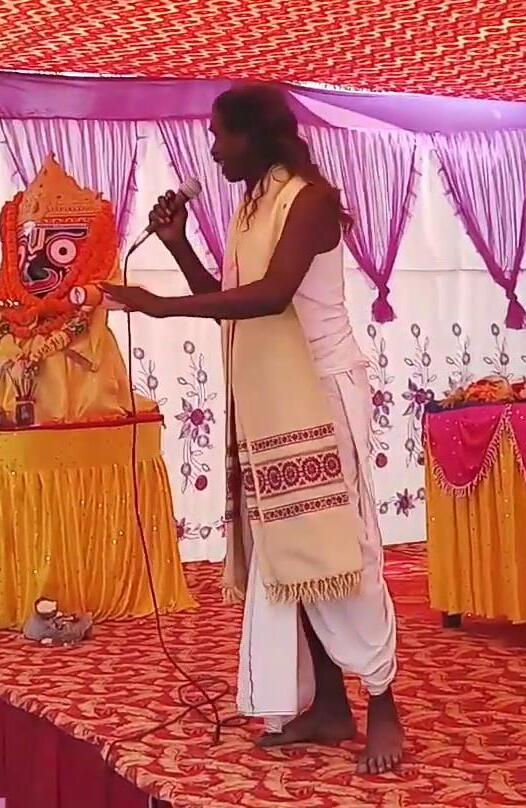
汗背心配托蒂，哈尔达尔·纳格的标志性打扮
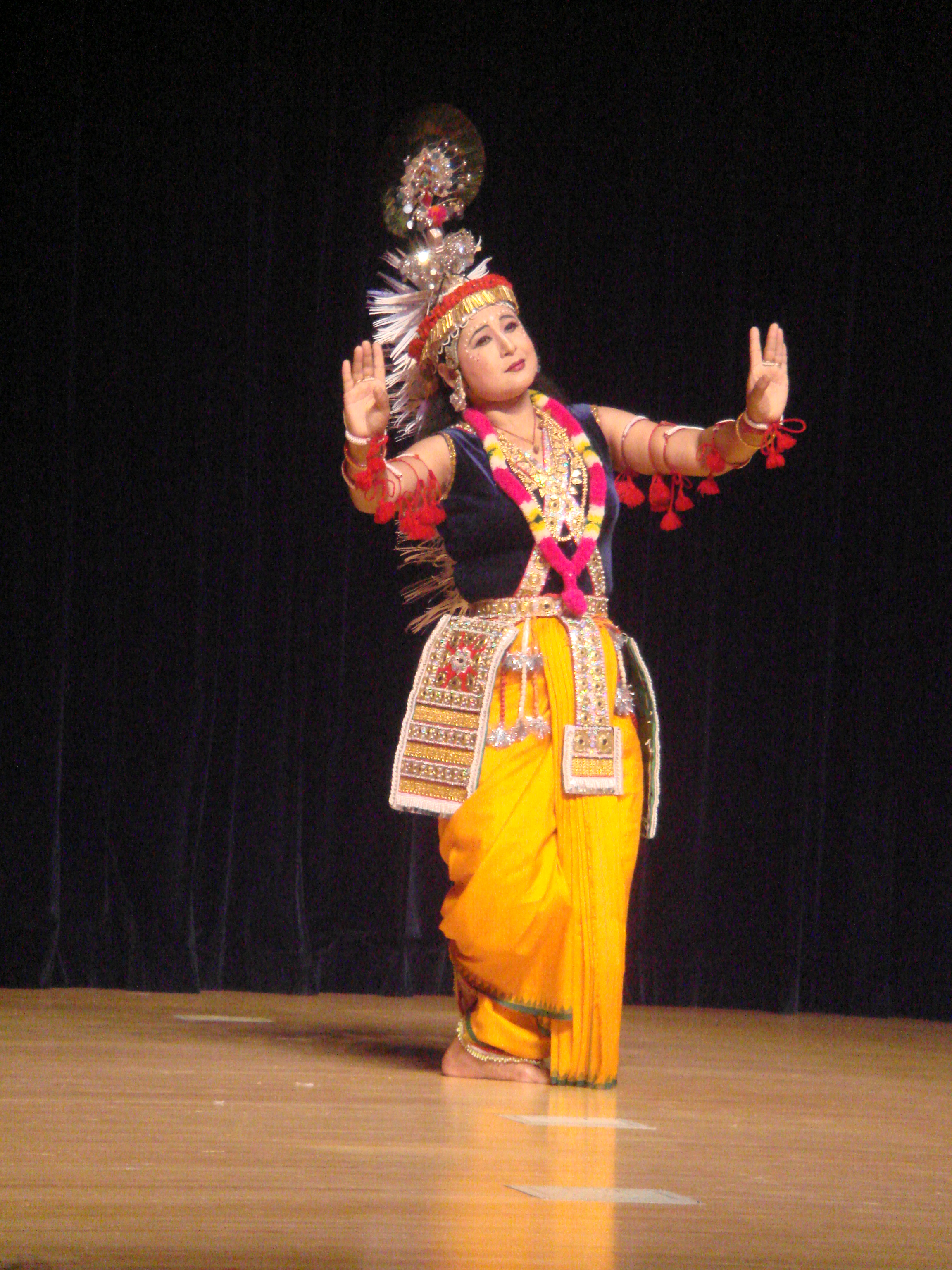
打扮成奎师那的女舞者，穿着黄色托蒂
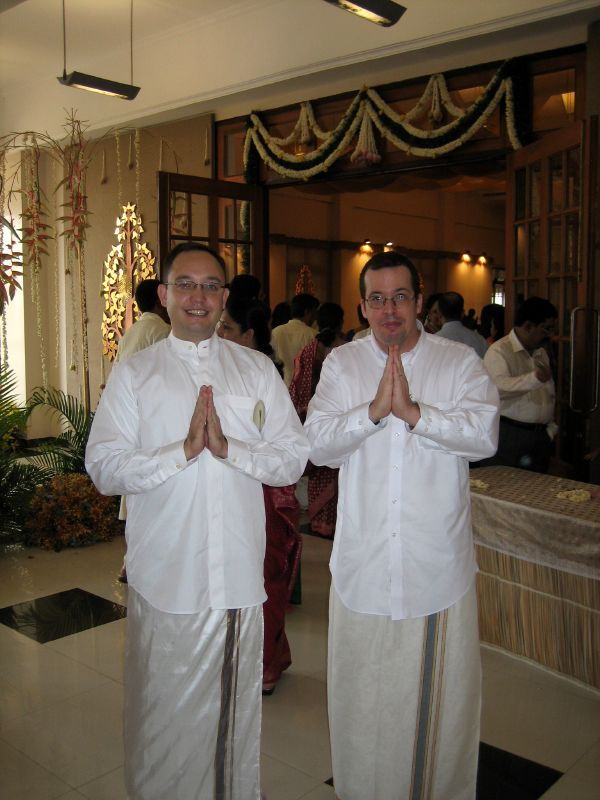
裙子穿法的托蒂（左为丝质，右为棉质）